# B61
Le B61 sono bombe nucleari all'idrogeno di fabbricazione statunitense, prodotte nell'epoca della guerra fredda e tuttora presenti nell'arsenale nucleare americano. Le bombe B61 sono state progettate e costruite dai Sandia National Laboratories e Los Alamos National Laboratory a Los Alamos, nel Nuovo Messico.
Queste bombe rientrano nella condivisione nucleare, che prevede il dislocamento statunitense di armi nucleari tattiche e strategiche in Europa, e possono essere usate anche dai cacciabombardieri F-16 statunitensi, belgi e olandesi e dai bombardieri Tornado e F-35 italiani e tedeschi.
Nell'aprile 2013 il Dipartimento della difesa degli Stati Uniti d'America ha stanziato 11 miliardi di dollari per sostituire le 200 B61 presenti in Europa. Esse verranno aggiornate per essere utilizzate dai futuri F-35 Lightning e saranno dotate di alette di coda per diventare teleguidate. Queste nuove B61 denominate modello 12 sono classificate come ordigni tattici e strategici.
In Italia sono dislocate 70-90 di queste bombe, custodite nelle basi NATO di Aviano (50) e Ghedi (20-40).

## Sviluppo

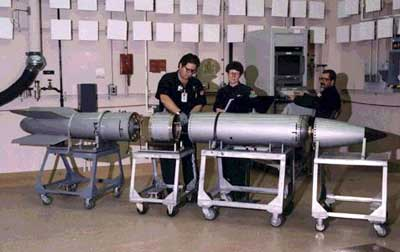
B61 in fase di disassemblaggio.

La B61, conosciuta prima del 1968 come TX-61, fu progettata nel 1963. Fu disegnata e costruita presso il Los Alamos National Laboratory in Nuovo Messico. Il programma di sviluppo fu iniziato nel 1961. L'ingegnerizzazione iniziò nel 1965, con produzione effettiva nel 1968 a seguito di problemi di sviluppo.
La produzione totale delle bombe è di 3.155 esemplari, delle quali 1.925 sono in servizio (anno 2002), e circa 1.265 sono considerate operative. La testa della bomba è cambiata negli anni per garantire l'implementazione di sistemi di sicurezza sempre più avanzati.
Secondo la rivista Physics Today, del settembre 2013, ci sono 200 B61 attive dislocate negli USA mentre, come citato il 26 ottobre 2013 sul The Bulletin of the Atomic Scientists, altre 180 sono condivise con gli alleati NATO in Europa.
Delle tredici versioni di B61 progettate, ne sono state effettivamente prodotte solo nove, tutte realizzate sulla base dello stesso progetto ma con differenti potenziali esplosivi.
La versione più recente, al 2018, è la B61 Mod 11, dispiegata nel 1997, con capacità penetranti bunker buster, la quale, dopo il 2020, sarà sostituita dalla nuova B-61-12 LEP (Life Extension Program) andrà a sostituire tutte e 4 varianti esistenti della bomba B61 (B61-3/4/7/11).
Il sito russo di continuità governativa realizzato a Kos'vinskij Kamen', finito nel 1996, fu progettato per resistere alle bombe americane così come il Cheyenne Mountain Complex. La tempistica del completamento del sito Kosvinsky fu in linea con il dispiegamento della versione ultima B-61 mod 11 del 1997: Kosvinsky è protetto da circa 300 m di granito.
La B61 non deve essere confusa con il missile da crociera MGM-1 Matador, sviluppato originariamente con il nome di "progetto B-61".
Quando la B61 era ancora classificata, l'uso del termine "B61" non era permesso agli aviatori. Venne chiamata "shape" (profilo), "silver bullet" (proiettile d'argento), o "external delivery" (consegna esterna).

## Dispiegamento

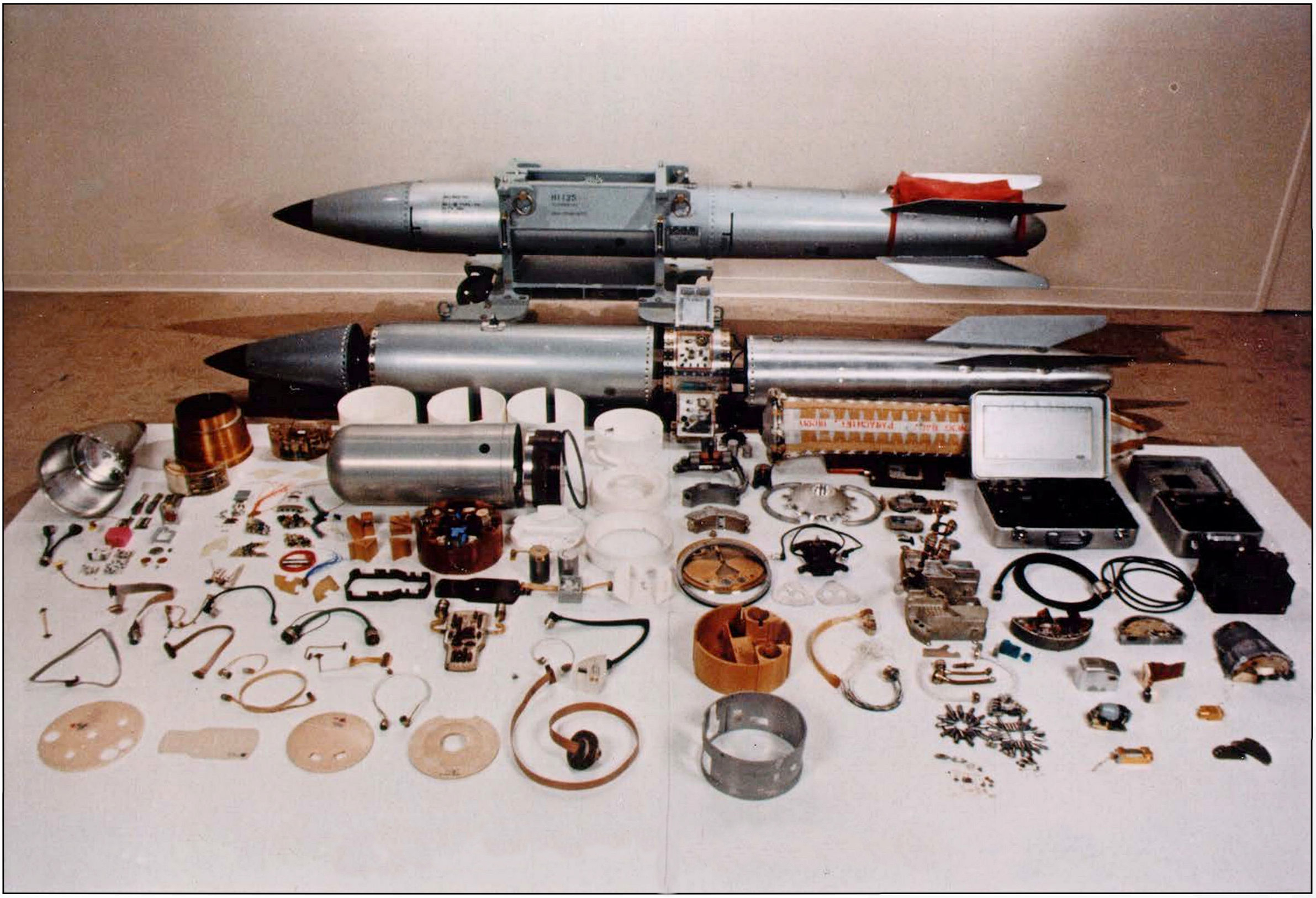
B61 nei vari componenti. La componente nucleare è contenuta nel cilindro metallico in posizione mediana, dal fondo verso l'alto.

La B61 è dispiegata presso basi militari USA per l'utilizzo su velivoli come B-1 Lancer, B-2 Spirit, B-52 Stratofortress, F/A-18 Hornet, F-15 Eagle, F-15E Strike Eagle e F-16 Falcon; Royal Air Force, Luftwaffe e Aeronautica Militare Panavia Tornado IDS. USAFE e NATO possono disporre della B61. Durante la guerra fredda erano abilitati all'utilizzo della B 61: l'F-101 Voodoo, l'F-100 D e F Super Sabre, l'F-104 Starfighter, l'F-111 e FB-11A Aardvark, l'F-4 Phantom II, l'A-4 Skyhawk, l'A-6 Intruder, l'A-7 Corsair II e il Lockheed S-3 Viking.
La bomba termonucleare B61 può essere utilizzata da tutte le versioni del Lockheed Martin F-35 Lightning II.
Il numero di esemplari in Europa (NATO+USAFE) e la rispettiva dislocazione è di difficile determinazione, una ricerca del Natural Resources Defense Council suggerisce approssimativamente 180 solo per la United States Air Force Europe.

## Progetto

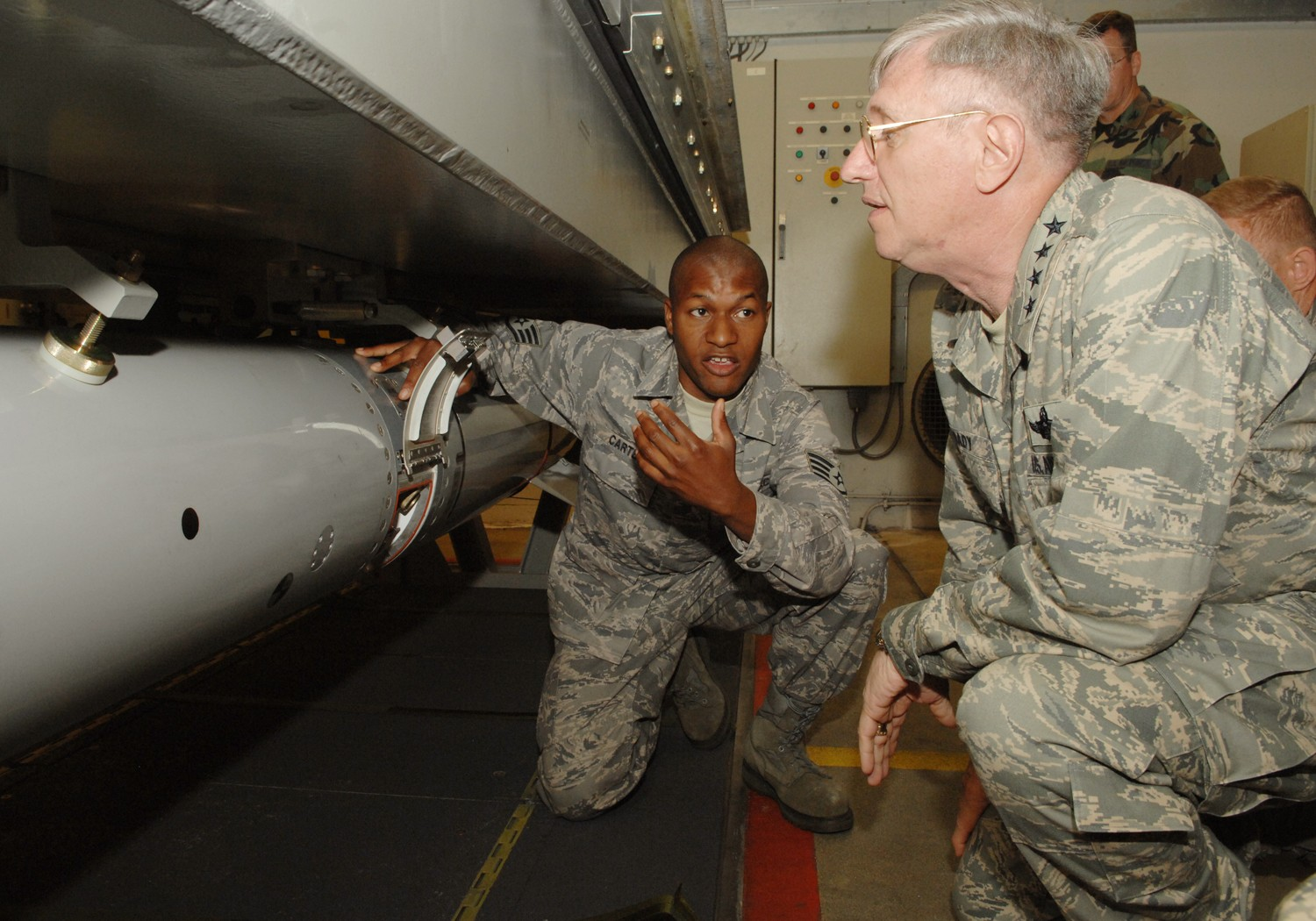
Versione inerte di addestramento della B61 in un reparto di sicurezza e stoccaggio armi sotterraneo (WS3) presso la Volkel Air Base, nei Paesi Bassi. Un pannello di accesso sulla testa è aperto, mostrando l'interfaccia per azioni quali il PAL (safety/arming) e la variazione di energia sprigionata.

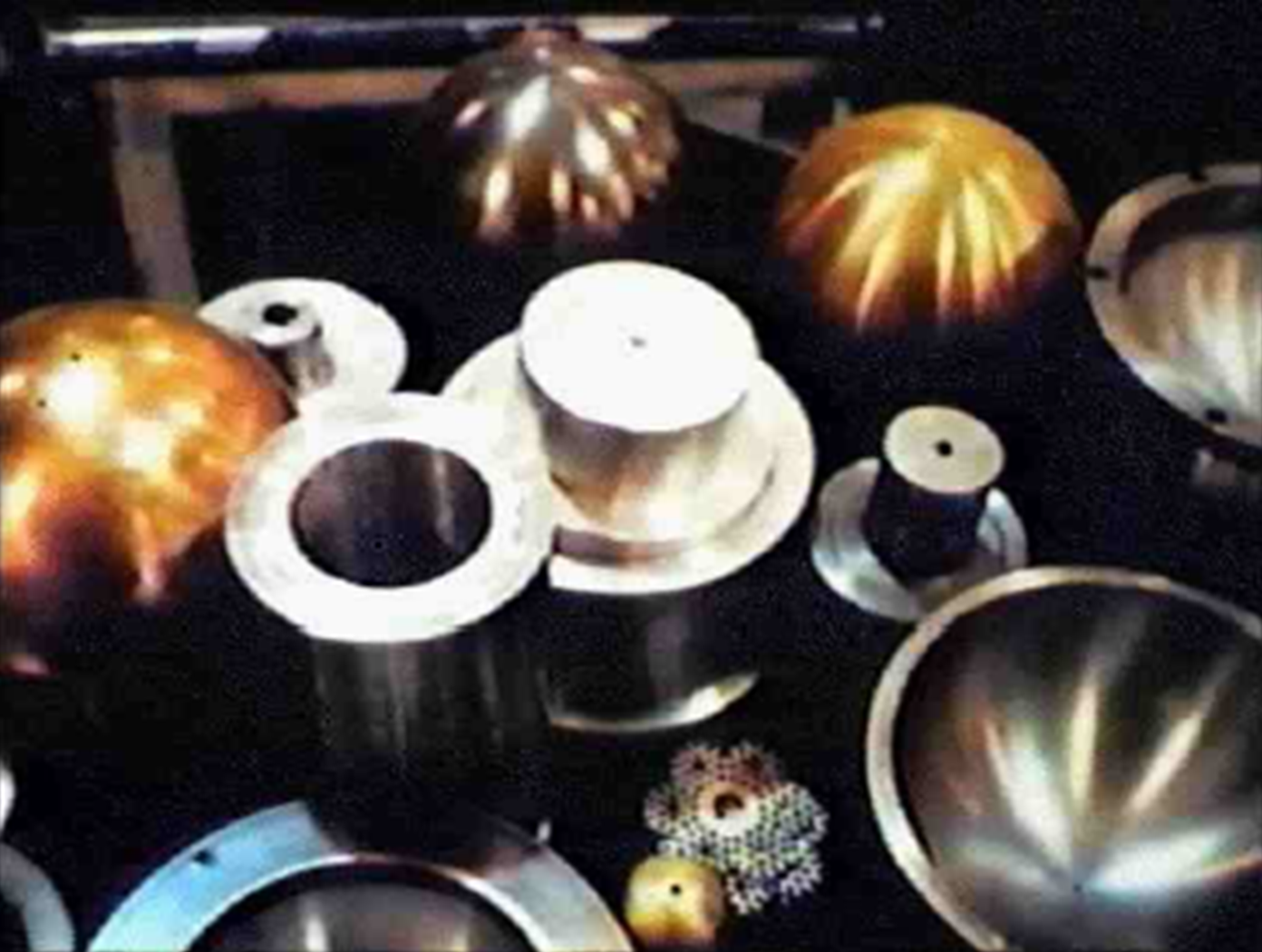
Componenti nucleari interne della B61. Assemblaggio presso Burlington AEC Plant e Pantex.

La B61 è una bomba a potenziale variabile progettata per il trasporto su velivoli supersonici. La bomba è lunga 3,58 m, con un diametro di 33 cm e peso standard di 320 kg, dipendentemente dalla configurazione della bomba (fuze/retardation). La potenza a seconda del modello e della programmazione può variare da meno di 1 chilotone a 340 chilotoni.

## Versioni
- B61-3
- B61-4
- B61-7
- B61-11
- B61-12 LEP – L'ordigno B61-12 LEP  (Life Extension Program) andrà a sostituire 4 varianti esistenti della bomba B61 (B61-3/4/7/11).[5]
- B61-13 - aggiornamento della B61-7[11], 24 volte più potente della bomba di Hiroshima.[12]